# Standiggraben
Der Standiggraben ist ein linker Zufluss der Rohrach bei Heidenheim im mittelfränkischen Landkreis Weißenburg-Gunzenhausen.

## Verlauf
Der Bach entspringt auf einer Höhe von 554 m ü. NHN nordöstlich von Hechlingen und nördlich der Katharinenkapelle. Nach einem Lauf von rund 1,2 Kilometern mündet er nördlich von Hechlingen von links in die Rohrach.